# Mérouzhan Ier Arçrouni
Mérouzhan Ier Arçrouni (en arménien : Մերուժան Ա Արծրունիներ) cité en 363 et en 381, est un nakharar arménien de la famille des Arçrouni.
Aucun document ne donne sa filiation, mais on sait que vers 350, le prince Savasp est l'unique rescapé du massacre de sa famille par le roi Tigrane VII, et qu'il épouse une fille de Vasak Mamikonian. Chronologiquement, Mérouzhan ne peut être que le fils de ce couple.
Bien que l'Arménie se soit convertie au christianisme depuis 302 avec le roi Tiridate IV, Mérouzhan est resté zoroastrien. Quand le roi sassanide Shapur II envahit l'Arménie, Mérouzhan se rallie à l'envahisseur, de la même confession que lui et tente de convertir le pays. Le roi Arshak II s'enfuit, mais l'invasion perse est repoussée par le sparapet (« généralissime ») Vasak Mamikonian.
Pour beaucoup d'historiens, Mérouzhan est considéré comme un traître, à qui le roi Shapur avait promis des domaines et la charge de gouverneur d'Arménie. Mais d'autres pensent qu'il se considérait comme un chef légitime et que ses actions lui permettaient de combattre le christianisme. Selon l'historien Thomas Arçrouni, Mérouzhan fut tué lors de la restauration du roi Pap, le fils d'Arshak II, par le général arménien Smbat II Bagratouni qui lui imposa sur la tête une couronne de fer rouge. Bien que ce roi soit mort en 374, Christian Settipani donne la date de 381 pour son décès.